# Xi Aquarii
Xi Aquarii (ξ Aqr / ξ Aquarii), conhecida tradicionalmente por Bunda, é uma estrela da constelação de Aquarius.
Pertence à classe espectral A7V e tem uma magnitude aparente de +4,68.
Está a aproximadamente 179 anos-luz da Terra. É uma estrela binária espectroscópica que completa a sua órbita em 8016 dias.